# Философия города
Философии города, или, так же, «философия урбанизма» — движение в современной русской мысли, занимающееся проблемами урбанизма и влияния города как социокультурного феномена на мышление. Имеет непосредственную связь с Философией архитектуры. Представлено такими современными авторами как В. Ванчугов, С. Б. Веселова, С. А. Смирнов, Л. Е. Трушина. Философия города представляет собой сложный по своей структуре проект, занятый как изучением сущности определённого явления (города) так и влиянием этого явления на философию и мышление в целом. Таким образом тексты, входящие в этот проект, одновременно могут относиться и к философии и к истории философии.

## Предыстория философии города
Философия города представляет собой достаточно новое явление в русской философии, однако проблематикой города философия занималась уже давно. Таким образом, складывается ситуация, когда термин значительно моложе явления, и имеет богатую предысторию. Материал такого рода может быть исследован, избегая ретроспективного внедрения современного понятия в прошлое, с помощью проекта генеалогии, созданного Ф. Ницше и развитого М. Фуко.
Уже Платон занимался философией города, изучая проблему идеального государства или полиса. Полис же для античного грека — это одновременно и город и государство. Дальнейшая традиция утопизма не раз возвращалась к этому тождеству, например в проекте «Города солнца» Кампанеллы.
Так же среди идей, используемых философией города в качестве базы, присутствуют концепции платонической теологии, такие как Град божий и Град мирской Августина и, особенно, современное экзистенциальное развитие этой темы Х. Коксом в книге «Мирской град». Например, именно на Августина ссылается С. А. Смирнов
Использование города как метафоры, в частности в «Рассуждениях о методе» Декарта, анализируется С. Б. Веселовой, как инструментальный прием построения классической рациональности по примеру города.

## Основные концепции и ответвления Философии города

### Философский анализ Санкт-Петербурга
Среди исследований, связанных с философией города особенно популярен эстетический и экзистенциальный анализ Санкт-Петербурга. Можно привести, например, таких авторов, как Д. Л. Спивак и его «Метафизику Петербурга», или танатологическую интерпретацию Петербурга М. С. Уварова.

### Значение урбанистической метафоры в истории философии
Веселова рассматривает ту роль, что сыграли в становлении современной мысли архитектурные и урбанистические метафоры, благодаря которым философы, по мнению исследователя, имели образец геометрической упорядоченности, к которому стремились в мышлении.

### Книги
- Ванчугов В. Москвософия & Петербургология. Философия города. 1997.
- Философия города. Коллективная монография. Издательство Саратовского университета. 2012.
- Спивак Д. Л. Метафизика Петербурга. 2003.
- Веселова С. Б. Город. Между архитектурным проектом и информационной сетью 2015.
- Веселова С. Б. Город. От карты к шагам. 2015.

### Статьи
- Веселова С. Б. Город — Архитектура — Философия. http://anthropology.ru/ru/texts/veselova/city.html
- Веселова С. Б. Семь вопросов пользователя к сетевому телематическому киберполису http://anthropology.ru/ru/texts/veselova/seven.html
- Веселова С. Б. Искусство пространства. http://anthropology.ru/ru/text/veselova-sb/iskusstvo-prostranstva
- Веселова С. Б. Преодоление хаоса. Жизненный мир мегаполиса начала XX века. СПб.2014.:Вестник Русской Христианской Гуманитарной Академии. том 15, выпуск1 http://cyberleninka.ru/article/n/preodolenie-haosa-zhiznennyy-mir-megapolisa-v-kontseptah-arhitektorov-filosofov-i-sotsiologov-nachala-xx-veka
- Смирнов С. А. Антропология города, или о судьбах философии урбанизма в России. http://anthropology.ru/ru/texts/smirseal/ancity_1.html
- Трушина Л. Е. Интерпретация визуальных текстов городского пространства. Этическое и эстетическое: 40 лет спустя. Материалы научной конференции. 26-27 сентября 2000 г. Тезисы докладов и выступлений. СПб.: Санкт-Петербургское философское общество, 2000. С.155-157.
- Уваров М. С. Экслибрис смерти. Петербург // Фигуры Танатоса. № 3, специальный выпуск: Тема смерти в духовном опыте человечества. Материалы первой международной конференции, С.-Петербург, 2-4 ноября 1993 г. СПб.: изд-во СПбГУ, 1993. С.72-77.

### Работы иностранных авторов, тематически близкие Философии города
- Бодрийяр Ж. Город и ненависть. Лекция, прочитанная в Москве во Французском Университетском Колледже при МГУ им. М. В. Ломоносова.
- Кокс Х. Мирской град: Секуляризация и урбанизация в теологическом аспекте. 1995.
- de-Shalit, Avner (2003). Philosophy Gone Urban: Reflections on Urban Restoration. // Journal of Social Philosophy 34 (1):6-27.
- Сunningham, Frank (2008). Urban Philosophy. // Proceedings of the Xxii World Congress of Philosophy 50:117-123.
- Colapietro, Vincent (2003). Bebop as historical actuality, urban aesthetic, and critical utterance. // Philosophy and Geography 6 (2):153 — 165.
- Akkerman, Abraham (2009). Urban void and the deconstruction of neo-platonic city-form. // Ethics, Place and Environment 12 (2):205 — 218.
- Marcelli, Miroslav (2000). City. // Theoria 15 (3):451-461.
- Dinan M.D. The Apology of René Descartes: Philosophy and the City in the Discourse on Method. Paper presented at the annual meeting of the Southern Political Science Association, Hotel Intercontinental, New Orleans, LA Online. 2009. http://citation.allacademic.com/meta/p276951_index.html